# Hurley (zeilboot)

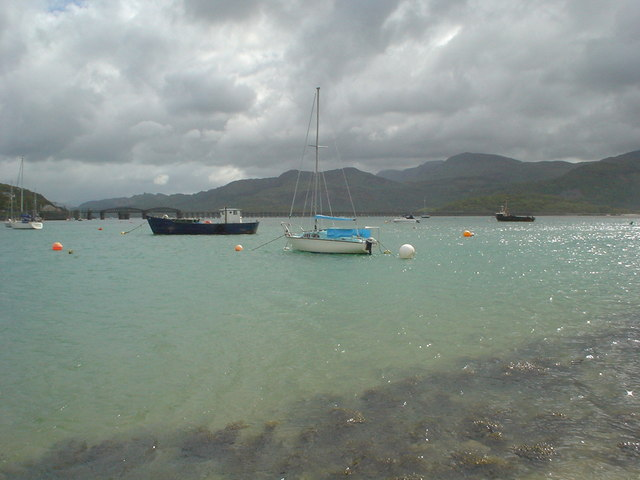
Hurley 20 in de haven van Barmouth

Hurley (Hurley Marine, Ltd.) was een Brits zeilbootmerk uit Plymouth. De Hurley 22 (ook wel Hurley 700 genoemd) is het meest bekende model waarvan er sinds de jaren zestig ongeveer 1200 zijn verkocht.

## Modellen en introductiejaar
Een overzicht van de modellen en het bijbehorende introductiejaar:
- SILHOUETTE 1954
- FELICITY 20 (HURLEY) 1959
- SILHOUETTE MK II 1959
- SIGNET 20 1960
- ALACRITY 19 1960
- HURLEY 18 1963
- HURLEY 20 1966
- HURLEY 22 1966
- HURLEY 9.5 CC KTCH 1972
- HURLEY 24/70 1972
- HURLEY 30/90 1972
- HURLEY 27 1974
- HURLEY 22R 1985